# Humanistyczna Partia Szwajcarii
Humanistyczna Partia Szwajcarii (HPS;niem. Humanistische Partei der Schweiz, fr. Parti humaniste suisse (PH), wł. Partito humanisto svizzero) – szwajcarska partia lewicowa, określająca swój program jako humanistyczny. Powstała w 1984 roku. Należy do Międzynarodówki humanistycznej. Początkowo działała tylko w Zurychu, od roku 1999 działa w całej Szwajcarii.

## Program
- Bezpłatna edukacja na wszystkich poziomach, włącznie z uniwersytetami, które w Szwajcarii są płatne, poza tym uniwersytety same miałyby decydować, ilu studentów chcą przyjąć.
- Podniesienie wydatków na szkolnictwo do 25% wydatków państwowych.
- Zwiększenie wydatków na służbę zdrowia do 25% wydatków państwowych.
- Progresywna polityka podatkowa (aż do 75% progu obejmującego osiągające miliardowe zyski banki i międzynarodowe koncerny)
- Sprzeciw wobec wszelkich konfliktów zbrojnych ze strony Szwajcarii i z udziałem Szwajcarii.
- Liberalizacja polityki imigracyjnej
- Wprowadzenie kar dla polityków, którzy nie realizują programu przedwyborczego